# یدوونیتسه
یدوونیتسه (به چکی: Jedovnice) یک منطقهٔ مسکونی در جمهوری چک است که در ناحیه بلانسکو واقع شده‌است. یدوونیتسه ۲٬۷۲۹ نفر جمعیت دارد.